# Replica de Constanța
Replica de Constanța este un ziar regional din Dobrogea din România. 

## Adrese de internet
- www.replicaonline.ro - Site web oficial